# Bümpliz-Oberbottigen

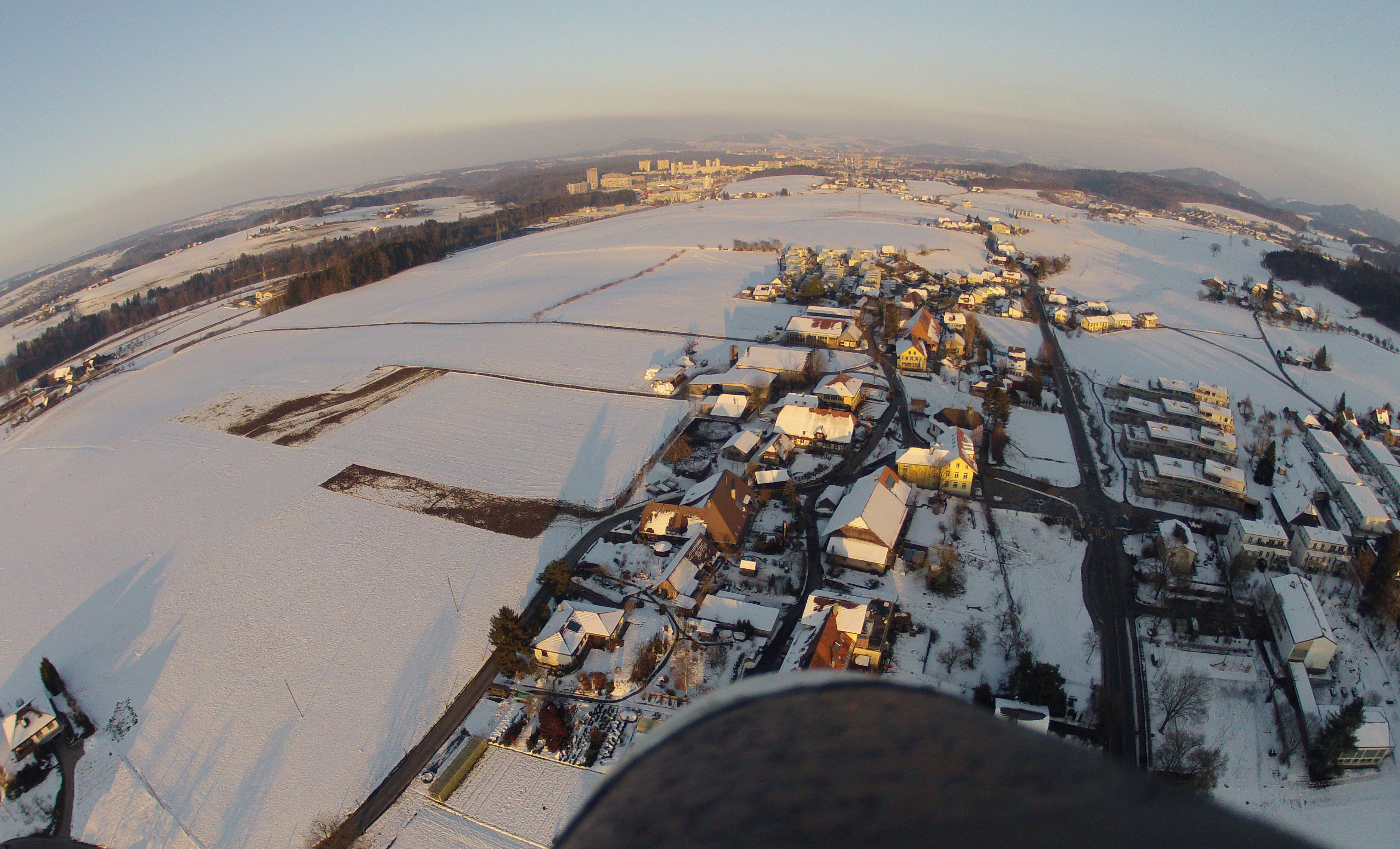
Oberbottigen und im Hintergrund Bümpliz

Bümpliz-Oberbottigen ist der Stadtteil VI von sechs Berner Stadtteilen. Er befindet sich im Westen der Stadt und ist der flächenmässig sowie von der Einwohnerzahl her grösste Stadtteil. Er umfasst die statistischen Bezirke Bethlehem, Bümpliz und Stöckacker (diese drei bevölkerungsreichsten urbanen Gebiete werden gemeinsam umgangssprachlich als Bern-West bezeichnet) sowie den ländlich geprägten Bezirk Oberbottigen, wo es noch hauptberuflich tätige Bauern gibt.
Die Wohnbevölkerung betrug 2022 34'131 Personen, davon 21'714 Schweizer und 12'417 Ausländer. Mit 36,4 % Anteil hatte der Stadtteil 2022 den höchsten Ausländeranteil von Bern. Er war 2019 im statistischen Bezirk Bethlehem (39,7 %) am höchsten, danach folgten Stöckacker (34,5 %) und Bümpliz (33,5 %). Im ländlichen Oberbottigen betrug er nur 8 %.

## Geschichte
Es handelt sich um das frühere Gebiet von Bümpliz, wozu Bethlehem und Oberbottigen als unselbständige Orte und später auch die Siedlung Stöckacker gehörten. Die Eingemeindung nach Bern wurde am 5. und 6. Oktober 1918 an der Urne entschieden. Bern genehmigte die Fusion mit 7559 Ja gegen 2901 Nein, die hochverschuldete Gemeinde Bümpliz mit 631 Ja gegen 17 Nein.
Bern stimmte der Fusion vor allem zu, weil es viel Platz für Siedlungsentwicklung gab. Eine Modernisierung und der Anschluss an die Infrastruktur der Stadt wurde rasch vollzogen. In der Folge sind dann in Stöckacker, Bümpliz und Bethlehem grössere Wohnsiedlungen entstanden – auch mit Hochhäusern und im Plattenbau. 1958 merkte der seinerzeitige Schuldirektor Paul Dübi (FDP) an: «Die eingesessene Bevölkerung von Bümpliz dürfte wohl mit geteilten Gefühlen die Entwicklung wahrnehmen, die sich in so kurzer Zeit in ihrem Gebiet vollzog. Sie wird danach trachten müssen, den Wandel von der gemütvollen Dorfsiedlung zur nüchternen, sachlichen Stadt hinzunehmen.» Dieser Prozess ist noch nicht abgeschlossen.
In Bümpliz und Bethlehem finden sich die meisten Hochhaussiedlungen von Bern. Bern hat die Phase der Hochhauseuphorie in den 1950er und 1960er Jahren stärker mitgeprägt als andere Schweizer Städte. Vorläufer waren erste Hochhäuser im Wylerquartier, im Steigerhubel und Fischermätteli. Die wichtigsten und grössten Hochhaussiedliungen entstanden dann im Berner Westen:
- Tscharnergut (1958 bis 1965)
- Schwabgut (1965 bis 1967)
- Gäbelbach (1965 bis 1968)
- Fellergut (1966 bis 1980)
- Bethlehemacker (1968 bis 1974)
- Holenacker (1979 bis 1986)

## Politik
Die politischen Ausrichtung des Stadtteils Bümpliz-Oberbottigen unterscheidet sich deutlich von derjenigen der anderen Berner Stadtteilen. War das «Arbeiterquartier» früher sozialdemokratisch geprägt, schneidet heute die SVP fast dreimal so stark ab wie im städtischen Mittel und auch andere bürgerlich-konservative, rechte und regliöse Parteien sind überdurchschnittlich stark, während die links-grünen Parteien und die FDP unterdurchschnittliche Resulte erzielen.
Die Stimmenanteile der Parteien anlässlich der Wahl des Stadtrates vom 29. November 2020 betrugen: SP 25,1 % (davon JUSO 2,0 %), SVP 23,8 %, glp 8,8 % (davon jglp 2,2 %), GB 7,6 %, FDP 7,0 % (davon jf 0,9 %), GFL 5,9 %, EVP 5,1 %, CVP 3,8 %, BDP 3,7 %, JA! 1,9 %, AL 1,9 %, EDU 1,4 %, PdA 1,2 %, GaP 0,8 %, zämä 0,8 %, DLSSLP 0,2 %. Bümpliz-Oberbottigen ist im Vergleich der Stadtteile der Stadtteil mit dem besten Ergebnis für SVP, EVP, CVP, BDP, EDU und zämä.

## Stadtteilvertretung
Gemäss «Reglement über die politischen Rechte»(RPR)" der Stadt Bern vertritt die Quartierkommission Bümpliz-Bethlehem (QBB) die Interessen der Quartierbevölkerung im Stadtteil VI als anerkannte Quartierorganisation. 29 Mitgliederorganisationen entsenden Delegierte in den QBB. Unter den Mitgliederorganisationen sind ca. 10 Leiste bzw. Quartiervereine für Teile. Gegenwärtig existiert eine Arbeitsgruppe «Planung und Verkehr», welche die Interessen der Bewohner und Quartierorganisationen in diesem Bereich vertritt. Der Leist Bümpliz bezeichnet sein Gebiet als Südquartier. Die Quartierzeitung Der Wulchechratzer (hochdeutsch: Wolkenkratzer) ist ein offizielles Organ der Quartiervereine, Kirchen und sozialen Einrichtungen in Bern-Bethlehem. Sie erscheint monatlich (Juni/Juli als Doppelnummer) und wird vom Quartierzentrum im Tscharnergut herausgegeben.

Bern-Brünnen Panorama